# Daniel Hernández Trejo
Daniel Hernández Trejo (San Juan del Río, Querétaro; 16 de febrero de 1994) es un futbolista mexicano. Actualmente juega en el Club Deportivo Jaguares de Jalisco en la Liga de Balompié Mexicano (LBM)

## Carrera
Se desarrolló en las fuerzas básicas del Atlas, donde destacó en las divisiones con límite de edad.

### Atlas
Debuta en el primer equipo del Atlas en la Copa MX del Apertura 2014 ante Dorados. Regresa a Atlas después de su préstamo a Atlante y su debut en Liga MX lo hace ante Cruz Azul en el Apertura 2015.

### Atlante
En 2015 es transferido al Atlante que participa en la Liga de Ascenso. Debuta con los azulgranas en la primera jornada del Clausura 2015 ante los Dorados de Sinaloa.

## Selección nacional

### Sub-17
Forma parte de la Selección mexicana Sub-17 campeona del mundo, ganando la copa celebrada en territorio azteca en el 2011. Participando en 2 juegos, ante Holanda en la primera fase, y ante Panama en los octavos de final.
 Participación en Copa Mundial Sub-17 
| Torneo                   | Sede   | Resultado | Partidos | Goles |
| ------------------------ | ------ | --------- | -------- | ----- |
| Copa Mundial Sub-17 2011 | México | Campeón   | 2        | 0     |

### Sub-21
En 2014 es integrado a la selección que disputaría los Juegos Centroamericanos y del Caribe celebrados en el puerto de Veracruz, evento en el que terminarían ganando el oro. Logrando anotar un gol en la semifinal, ante el representativo de Cuba.
| Torneo         | Sede     | Resultado | Partidos | Goles |
| -------------- | -------- | --------- | -------- | ----- |
| Juegos CC 2014 | Veracruz | Campeón   | 1        | 1     |

### Sub-22
El 9 de febrero de 2015 es convocado a la selección mexicana Sub-22 para jugar en los Juegos Panamericanos Toronto 2015.

## Palmarés
| Título       | Club            | País   | Año           |
| ------------ | --------------- | ------ | ------------- |
| 2.Ascenso MX | Dorados Sinaloa | México | Apertura 2016 |